# Wu Jiayi
Wu Jiayi (chino= 吴佳怡), es una actriz china.

## Biografía
Estudió en la Academia Central de Arte Dramático (inglés: "Central Academy of Drama").

## Carrera
Es miembro de la agencia "Huanyu Film".
En enero de 2018 se unió al elenco recurrente de la serie Untouchable Lovers donde interpretó a Qing Yue, una esclava que luego de ser salvada por la Princesa Chuyu (Guan Xiaotong), se convierte en su asistente personal.
En julio del 2019 se unió al elenco recurrente de la serie Novoland: Eagle Flag donde dio vida a Ying Yu, la princesa del reino de Li y la hija de Ying Wuyi (Zhang Fengyi).
El 6 de agosto del mismo año se unió al elenco principal de la serie Arsenal Military Academy donde interpretó a la consentida actriz Qu Manting, hasta el final de la serie el 6 de septiembre del mismo año.
El 15 de junio del 2020 se unirá al elenco principal de la serie Heroic Journey of Nezha (también conocida como "Legend of Nezha") donde dará vida a Xiao Longnu.
Ese mismo año se unirá al elenco principal de la serie Zhaoge donde interpretará a la hija de Jiang Ziya, una joven que desea convertirse en un médico exitoso y termina enamorándose de Ji Fa (Zhang Zhehan) con quien se casa convirtiéndose así en la Reina de Zhou.
También se unirá al elenco de la serie Ode to Daughter of Great Tang (大唐女儿行) donde dará vida a la Princesa Qinghe.

## Filmografía

### Series de televisión
| Año             | Título                        | Personaje       | Notas                |
| --------------- | ----------------------------- | --------------- | -------------------- |
| 2021 - presente | Be My Princess                | -               | (aparición especial) |
| 2021 - presente | Hello My Opponent             | -               |                      |
| 2020 - presente | Dance of the Sky              | Su Youling      |                      |
| 2020 - presente | Ode to Daughter of Great Tang | Princesa Qinghe |                      |
| 2020 - presente | Palace Step By Step To Fade   | Zhao Yuxing     |                      |
| 2020 - presente | Zhaoge                        | Yi Jiang        |                      |
| 2020 - presente | Heroic Journey of Nezha       | Xiao Longnu     |                      |
| 2019            | Arsenal Military Academy      | Qu Manting      | 48 episodios         |
| 2019            | Novoland: Eagle Flag          | Ying Yu         |                      |
| 2018            | Untouchable Lovers            | Qing Yue        |                      |
| 2017            | Full House of Happiness       | Du Du           |                      |
| 2016 - 2017     | Demon Girl 2                  | Dong Ge         |                      |

### Películas
| Año  | Título             | Personaje    | Notas   |
| ---- | ------------------ | ------------ | ------- |
| 2016 | Out of Ordinary    | A Xiang      |         |
| 2015 | The Wind Uprise    | -            | (corto) |
| 2015 | Digong Hou Gongdui | Tang Huiling |         |
| 2014 | Gan Lu (甘露)      | Niu Chun     |         |

### Programas de variedades
| Año  | Título                          | Notas |
| ---- | ------------------------------- | ----- |
| 2018 | Super Nova Games (超新星全运会) |       |

### Revistas / sesiones fotográficas
| Año  | Título   | Notas                    |
| ---- | -------- | ------------------------ |
| 2019 | Flower   |                          |
| 2019 | NT Snap  |                          |
| 2019 | Ivyplume | (edición de octubre #64) |
| 2014 | 嘉人美妆 | (edición de mayo)        |

### Eventos
| Año  | Título                                                 | Notas       |
| ---- | ------------------------------------------------------ | ----------- |
| 2020 | Degaia 2020 F/W Runway Show                            | en Shanghái |
| 2019 | Doki Popularity Stage - 2019 Tencent Video Star Awards |             |

## Discografía

### Singles
| Año  | Canción                      | Álbum                             | Notas |
| ---- | ---------------------------- | --------------------------------- | ----- |
| 2019 | "Moonlight Tango" (月光探戈) | OST de "Arsenal Military Academy" |       |

## Premios y nominaciones
| Año  | Categoría                      | Premio                          | Trabajo         | Resultado |
| ---- | ------------------------------ | ------------------------------- | --------------- | --------- |
| 2017 | Outstanding Supporting Actress | 3rd Asia Microfilm Art Festival | The Wind Uprise | Ganó      |